# Csikszan állomás
Csikszan (Jiksan) állomás a szöuli metró 1-es vonalának állomása Dél-Cshungcshong (Chungcheong) tartomány Cshonan (Cheonan) városában.

## Viszonylatok
| 1-es vonal                                      | 1-es vonal                                    | 1-es vonal                                   |
| ----------------------------------------------- | --------------------------------------------- | -------------------------------------------- |
| Szonghvan (Seonghwan) Szojoszan (Soyosan ) felé | Kjongbu (Gyeongbu) vonal szakasz személyvonat | Tudzsong (Dujeong) Sincshang (Sinchang) felé |
| Korail                                          |                                               |                                              |
| Szonghvan (Seonghwan) Szöul felé                | Kjongbu (Gyeongbu) vonal                      | Tudzsong (Dujeong) Puszan (Busan) felé       |